# Rated R (album của Rihanna)
Rated R là album phòng thu thứ tư của nghệ sĩ thu âm người Barbados Rihanna, phát hành ngày 20 tháng 11 năm 2009 bởi Def Jam Recordings. Quá trình thu âm cho album đã được bắt đầu từ tháng 4 năm 2009 và diễn ra tại một số phòng thu trên khắp Hoa Kỳ và châu Âu. Rihanna cùng với Antonio "L.A." Reid và The Carter Administration đóng vai trò điều hành album và đã làm việc với nhiều nhà sản xuất khác nhau, bao gồm Chase & Status, StarGate, The-Dream, Ne-Yo, và Brian Kennedy. Nó cũng có sự tham gia của nhiều giọng ca và nhạc công, như Young Jeezy, will.i.am, Justin Timberlake và Slash người chơi đoạn guitar trong "Rockstar 101".
Về mặt âm nhạc, album thể hiện sự khác biệt so với album phòng thu trước của cô Good Girl Gone Bad (2007), bao gồm những bản nhạc với nhịp điệu nhanh và theo định hướng ballad. Được hình thành sau vụ việc nữ ca sĩ bị bạo hành bởi bạn trai khi đó của mình, nam ca sĩ Chris Brown, Rated R kết hợp nhiều yếu tố của hip hop, rock, và dubstep. Nó cũng khám phá những thể loại khác, như dancehall trong "Rude Boy" và Latin trong "Te Amo". Album nhận được những phản ứng tích cực từ các nhà phê bình âm nhạc, trong đó họ đánh giá cao sự trưởng thành trong âm nhạc của Rihanna và gọi nó là album chân thành nhất của cô. Tại Hoa Kỳ, Rated R ra mắt và đạt vị trí thứ 4 trên bảng xếp hạng Billboard 200 và bán được 181.000 bản trong tuần đầu phát hành. Nó cũng lọt vào top 10 ở 12 quốc gia khác.
Sáu đĩa đơn đã được phát hành từ album, trong đó bao gồm những bản hit quốc tế "Russian Roulette", "Rude Boy", "Te Amo", và "Hard". "Russian Roulette" được phát hành như là đĩa đơn đầu tiên trích từ Rated R và lọt vào top 10 tại 17 quốc gia cũng như đứng đầu trên các bảng xếp hạng ở Na Uy và Thụy Sĩ. "Hard" đạt vị trí thứ 9 ở Hoa Kỳ và trở thành đĩa đơn top 10 thứ 13 của Rihanna, giúp cô ngang bằng thành tích với Beyoncé trong danh sách những nghệ sĩ nữ có nhiều hit lọt vào top 10 nhất ở quốc gia này. "Rude Boy" là một thành công thương mại trên toàn cầu và trở thành đĩa đơn duy nhất từ album đứng đầu bảng xếp hạng Billboard Hot 100 trong 5 tuần liên tiếp. Để quảng bá album, Rihanna bắt tay thực hiện chuyến lưu diễn thế giới thứ ba "Last Girl on Earth".

## Danh sách bài hát
| Rated R          | Rated R                               | Rated R                                                                                   | Rated R                             | Rated R    |
| STT              | Nhan đề                               | Sáng tác                                                                                  | Sản xuất                            | Thời lượng |
| ---------------- | ------------------------------------- | ----------------------------------------------------------------------------------------- | ----------------------------------- | ---------- |
| 1.               | "Mad House"                           | Makeba Riddick Will Kennard Saul Milton Robyn Fenty                                       | Chase & Status Riddick [a]          | 1:34       |
| 2.               | "Wait Your Turn"                      | James Fauntleroy II Mikkel Eriksen Tor Erik Hermansen Kennard Milton Takura Tendayi Fenty | StarGate Chase & Status Eriksen [a] | 3:46       |
| 3.               | "Hard" (hợp tác với Young Jeezy)      | Terius "The-Dream" Nash C. "Tricky" Stewart Fenty Jay Jenkins                             | Stewart Nash Riddick [a]            | 4:10       |
| 4.               | "Stupid in Love"                      | Shaffer Smith Eriksen Hermansen                                                           | StarGate Ne-Yo [b] Riddick [a]      | 4:01       |
| 5.               | "Rockstar 101" (hợp tác với Slash)    | Nash Stewart Fenty                                                                        | Stewart Nash Riddick [a]            | 3:58       |
| 6.               | "Russian Roulette"                    | Smith Charles Harmon                                                                      | Chuck Harmony Ne-Yo [b] Riddick [a] | 3:47       |
| 7.               | "Fire Bomb"                           | Fauntleroy II Brian Kennedy Fenty                                                         | Kennedy Riddick [a]                 | 4:17       |
| 8.               | "Rude Boy"                            | Eriksen Hermansen Ester Dean Riddick Rob Swire Fenty                                      | StarGate Swire Riddick [a]          | 3:42       |
| 9.               | "Photographs" (hợp tác với will.i.am) | William Adams Jean Baptiste Michael McHenry Allan Pineda                                  | will.i.am Paper Boy [c]             | 4:46       |
| 10.              | "G4L"                                 | Kennard Milton Fauntleroy II Fenty                                                        | Chase & Status Riddick [a]          | 3:59       |
| 11.              | "Te Amo"                              | Eriksen Hermansen Fauntleroy II Fenty                                                     | StarGate Riddick [a]                | 3:28       |
| 12.              | "Cold Case Love"                      | Justin Timberlake Robin Tadross Fauntleroy II                                             | The Y's Riddick [a]                 | 6:04       |
| 13.              | "The Last Song"                       | Fauntleroy II Kennedy Ben Harrison Fenty                                                  | Kennedy Harrison [c] Riddick [a]    | 4:16       |
| Tổng thời lượng: | Tổng thời lượng:                      | Tổng thời lượng:                                                                          | Tổng thời lượng:                    | 51:48      |

| Rated R — Track bổ sung độc quyền trên Nokia Music | Rated R — Track bổ sung độc quyền trên Nokia Music | Rated R — Track bổ sung độc quyền trên Nokia Music | Rated R — Track bổ sung độc quyền trên Nokia Music | Rated R — Track bổ sung độc quyền trên Nokia Music |
| STT                                                | Nhan đề                                            | Sáng tác                                           | Sản xuất                                           | Thời lượng                                         |
| -------------------------------------------------- | -------------------------------------------------- | -------------------------------------------------- | -------------------------------------------------- | -------------------------------------------------- |
| 14.                                                | "Russian Roulette" (Donni Hotwheel Remix)          | Smith Harmon                                       | Chuck Harmony Ne-Yo [b] Riddick [a]                | 3:01                                               |
| 15.                                                | "Hole in My Head" (hợp tác với Justin Timberlake)  | Timberlake Rob Knox Fauntleroy II                  | The Y's Riddick [a]                                | 4:05                                               |
| Tổng thời lượng:                                   | Tổng thời lượng:                                   | Tổng thời lượng:                                   | Tổng thời lượng:                                   | 58:55                                              |

| Rated R — Video bổ sung trên iTunes | Rated R — Video bổ sung trên iTunes       | Rated R — Video bổ sung trên iTunes |
| STT                                 | Nhan đề                                   | Thời lượng                          |
| ----------------------------------- | ----------------------------------------- | ----------------------------------- |
| 14.                                 | "Russian Roulette" (Bản cắt của đạo diễn) | 4:31                                |
| 15.                                 | "Wait Your Turn" (Bản cắt của đạo diễn)   | 4:02                                |
| Tổng thời lượng:                    | Tổng thời lượng:                          | 1:00:22                             |

Chú thích
- ^a  nghĩa là sản xuất phần giọng hát
- ^b  nghĩa là đồng sản xuất
- ^c  nghĩa là hỗ trợ sản xuất

## Xếp hạng
| Bảng xếp hạng (2009−10)                  | Vị trí cao nhất |
| ---------------------------------------- | --------------- |
| Album Úc (ARIA)                          | 12              |
| Album Áo (Ö3 Austria)                    | 7               |
| Album Bỉ (Ultratop Vlaanderen)           | 16              |
| Album Bỉ (Ultratop Wallonie)             | 16              |
| Album Canada (Billboard)                 | 5               |
| Czech Albums (IFPI)                      | 15              |
| Croatian International Album Chart       | 10              |
| Album Đan Mạch (Hitlisten)               | 32              |
| Album Hà Lan (Album Top 100)             | 18              |
| Album Phần Lan (Suomen virallinen lista) | 14              |
| Album Pháp (SNEP)                        | 10              |
| Album Đức (Offizielle Top 100)           | 4               |
| Album Hy Lạp (IFPI)                      | 6               |
| Hungarian Albums (MAHASZ)                | 31              |
| Album Ireland (IRMA)                     | 7               |
| Album Ý (FIMI)                           | 33              |
| Japanese Albums (Oricon)                 | 10              |
| Album México (Top 100 Mexico)            | 51              |
| Album New Zealand (RMNZ)                 | 14              |
| Album Na Uy (VG-lista)                   | 1               |
| Polish Albums (OLiS)                     | 5               |
| Russian Albums (2M)                      | 9               |
| Scottish Albums (OCC)                    | 14              |
| Album Tây Ban Nha (PROMUSICAE)           | 23              |
| Album Thụy Điển (Sverigetopplistan)      | 19              |
| Album Thụy Sĩ (Schweizer Hitparade)      | 1               |
| Album Anh Quốc (OCC)                     | 9               |
| US Billboard 200                         | 4               |
| US Top R&B/Hip-Hop Albums                | 1               |

| Bảng xếp hạng (2010)      | Vị trí |
| ------------------------- | ------ |
| Australian Albums Chart   | 52     |
| Canadian Albums Chart     | 28     |
| European Top 100 Albums   | 13     |
| UK Albums (OCC)           | 27     |
| US Billboard 200          | 21     |
| US Top R&B/Hip-Hop Albums | 7      |

## Chứng nhận
| Quốc gia                                                                           | Chứng nhận  | Số đơn vị/doanh số chứng nhận |
| ---------------------------------------------------------------------------------- | ----------- | ----------------------------- |
| Úc (ARIA)                                                                          | Bạch kim    | 70.000^                       |
| Bỉ (BEA)                                                                           | Vàng        | 15,000*                       |
| Canada (Music Canada)                                                              | Bạch kim    | 80.000^                       |
| Pháp (SNEP)                                                                        | Bạch kim    | 100.000*                      |
| Đức (BVMI)                                                                         | Vàng        | 150.000^                      |
| Ireland (IRMA)                                                                     | Bạch kim    | 15.000^                       |
| Ba Lan (ZPAV)                                                                      | Vàng        | 10.000*                       |
| Nga (NFPF)                                                                         | Vàng        | 10.000*                       |
| Thụy Sĩ (IFPI)                                                                     | Bạch kim    | 30.000^                       |
| Anh Quốc (BPI)                                                                     | 2× Bạch kim | 710,000                       |
| Hoa Kỳ (RIAA)                                                                      | Bạch kim    | 1,130,000                     |
| Tổng hợp                                                                           |             |                               |
| Toàn cầu                                                                           | —           | 3,000,000                     |
| * Chứng nhận dựa theo doanh số tiêu thụ. ^ Chứng nhận dựa theo doanh số nhập hàng. |             |                               |